# Allosmaitia strophius
Allosmaitia strophius là một loài bướm ngày thuộc họ Bướm xanh. Loài này có ở Nam Brasil, Sinaloa, México. Chúng cũng được tìm thấy rải rác tại bắc Texas.
Sải cánh của loài này dài từ 22–32 mm. Con trưởng thành mọc cánh quanh năm ở Trung Mỹ.
Ấu trùng của loài này ăn hoa của các loài thuộc chi Sơ ri.